# Батоць
Батоць, Батоці (рум. Batoți) — село у повіті Мехедінць в Румунії. Входить до складу комуни Девесел.
Село розташоване на відстані 271 км на захід від Бухареста, 13 км на південь від Дробета-Турну-Северина, 92 км на захід від Крайови.

## Населення
За даними перепису населення 2002 року у селі проживали 310 осіб, усі — румуни. Усі жителі села рідною мовою назвали румунську.